# La Moscheta
La Moscheta è un'opera teatrale di Angelo Beolco detto il Ruzante, scritta negli anni tra il 1527 ed il 1531.
La "Moscheta" prende il nome dal "parlar moscheto", nome dialettale della lingua più raffinata (cittadina) che si contrappone al dialetto contadino padovano in genere usato dal Ruzzante. A parlar moscheto ci prova il personaggio Ruzante quando si traveste per mettere alla prova la fedeltà della moglie Betìa; la moglie però capisce l'inganno e lo punisce riannodando una relazione adulterina con un compare di Ruzante, Menato. 
Nei due atti si affermano i grandi motivi realistici della sua arte: la miseria del contadino, la guerra cui è costretto proprio per sfuggire alla miseria, la paura della guerra, l'umiliazione dei suoi sentimenti più profondi, ma al tempo stesso anche la sua vitalità, la sua robusta e naturale sensualità, la sua commistione di astuzia, rozzezza e dabbenaggine. Ruzante mette in scena un mondo contadino rozzo ma migliore di quello affettato e ingannatore della città. Non a caso nelle sue commedie al dialetto del contado padovano dei personaggi vittime di crudeli inganni si contrappone il linguaggio più raffinato (compreso il moscheto) dei furbi e degli ingannatori. I diversi linguaggi usati da Ruzante nelle sue opere non servono dunque soltanto a una mera caratterizzazione geo-sociale dei personaggi, ma possono costituire una vera e propria etichetta morale.